# Digby (Devon)
Digby – dzielnica w Exeter, w Anglii, w hrabstwie Devon, w dystrykcie Exeter. Leży 5 km na wschód od miasta Exeter i 251 km na zachód od Londynu.